# Piastów (gmina)
Piastów (od 1952 miasto Piastów) – dawna gmina wiejska istniejąca w latach 1930–1952 w woj. warszawskim. Siedzibą władz gminy była wieś Piastów.

## Historia
Gminę Piastów utworzono 1 kwietnia 1930 w powiecie warszawskim w woj. warszawskim:
- z części obszaru gminy Blizne – wieś Gołąbki, folwark Gołąbki, cmentarz, osadę włościańską o powierzchni 6 ha 69a zapisaną w tabeli likwidacyjnej wsi Gołąbki pod Nr. 1, osadę włościańską o powierzchni 1 ha 14a zapisaną w tabeli likwidacyjnej wsi Gołąbki pod Nr. 3, osadę Gołąbki i osadę Gołąbki A;
- z części obszaru gminy Ożarów – kolonię Piastów, wieś Żdżary, wschodnią część wsi Bąki po osadę Bąki-Senatorskie i po kolonję Bąki A, osadę Bąki Senatorskie i kolonje Bąki A;
- z części obszaru gminy Skorosze – kolonię Nadziein, osadę Niecki, kolonję Niecki i folwark Niecki[4].

20 października 1933 gminę podzielono na gromady (sołectwa): 
- gromada Piastów Północ – wieś Gołąbki po prawej stronie toru, osada Piastów po prawej stronie toru, wieś Żdżary i folwark Niecki;
- gromada Piastów Południe – wieś Gołąbki po lewej stronie toru, osada Piastów po lewej stronie toru, kolonię Niecki i osadę Niecki[6].

Po wojnie gmina zachowała przynależność administracyjną.
Jako gmina wiejska jednostka przestała istnieć z dniem 1 lipca 1952 po nadanie jej praw miejskich i przekształceniu w gminę miejską; jednocześnie nowe miasto Piastów weszło w skład nowo utworzonego powiatu pruszkowskiego.
31 grudnia 1961 z miasta Piastów wyłączono osiedle mieszkaniowe Gołąbki, włączając je do miasta Ursus w tymże powiecie i województwie; część osiedla Gołąbki (34 ha) wyłączono równocześnie z Ursusa i włączono do gromady Ożarów.